# W Lyncis
W Lyncis är en pulserande variabel av Mira Ceti-typ  i stjärnbilden Lodjuret. 
Stjärnan varierar mellan magnitud +7,5 och 14 med en period av 295,2 dygn.